# Krylbo
Krylbo är ett samhälle i Avesta kommun i södra Dalarna. 
Bebyggelsen räknades av SCB före 2015 och från 2018 som en del av tätorten Avesta/Avesta-Krylbo. 2015 klassades bebyggelsen som en fristående tätort, av SCB benämnd Krylbo och Karlbo, efter att brutits ut ur Avesta tätort och slagits samman med Sonnboåsens småort.. Denna tätort hade 2015 4 072 invånare på 407 hektar. 

## Historia
År 1873 nådde järnvägen Norra stambanan från Stockholm till Krylbo och från Krylbo byggdes den norrut mot Norrland. Järnvägsstationen byggdes vid denna tid. Orten var mycket liten innan dess. År 1881 öppnades Dalabanan till Borlänge och Krylbo blev en viktig bytesplats. År 1941 inträffade Krylbosmällen på stationen då ett tyskt ammunitionståg exploderade. Man har misstänkt att det rörde sig om sabotage.
Järnvägsstationen hette ursprungligen Krylbo, men bytte år 1970 namn till Avesta Central. År 1986 bytte stationen namn till Avesta–Krylbo och 1988 till Avesta Krylbo.

### Administrativa tillhörigheter
Krylbo låg i Folkärna socken och Folkärna landskommun. Den 10 juni 1904 inrättades i landskommunen Krylbo municipalsamhälle. År 1919 bröts municipalsamhället med kringområde ut ur landskommunen och bildade Krylbo köping. Denna inkorporerades 1967 i Avesta stad som 1971 ombildades till Avesta kommun.
Krylbo tillhör Folkärna församling.
Orten ingick till 1971 i Folkare tingslag. Från 1971 till 2001 ingick orten i Hedemora domsaga och ingår sedan 2001 i Falu domkrets.

## Samhället
Krylbo har en livsmedelsbutik, en trafikskola, två restauranger och flera parker. Idrottslivet i Krylbo innefattar fotboll, boxning, innebandy och handboll. Kommundelen har en högstadieskola, Åvestadalsskolan, där det går drygt 500 elever. Krylbo skola heter låg- och mellanstadieskolan som ligger i anslutning till högstadieskolan. Man har matsal och gymnastiksal gemensamt.
Tingshuset, som användes av häradsrätten för Folkare tingslag, uppfördes 1903 och ritades av Folke Zettervall, som även ritade stationshuset. Sedan 2011 fungerar det som bed & breakfast. 
Järnvägsstationsscenerna i filmen Skenbart – en film om tåg spelades in i Krylbo eftersom stationen liknar Stockholms centralstation under 1940-talet.
Järnvägsstationen är även omsjungen i låten ”Krylbo central” med dansbandet Cool Candys.

### Bankväsende
Både Folkärna folkbank och Grytnäs och Avesta folkbank öppnade avdelningskontor i Krylbo år 1899. Båda de tidigare folkbankerna uppgick i Uplands enskilda bank på 1910-talet. År 1919 gavs även Kopparbergs enskilda bank tillstånd att etablera sig i Krylbo. Kopparbergsbanken uppgick i Göteborgs bank som senare lämnade Krylbo varefter Upplandsbanken blev ensam privatbank på orten. Dess efterträdare Nordbanken fanns kvar i Krylbo in på 1990-talet, men lämnade sedermera orten.
Den år 1919 grundade Folkare sparbank hade ett avdelningskontor i Krylbo. Även detta är nerlagt.

## Kommunikationer
Från järnvägsstationen Avesta Krylbo går järnvägslinjer mot Uppsala–Stockholm, Frövi–Örebro, Borlänge–Falun/Mora och Storvik–Gävle.